# シンシナティ空港ピープル・ムーバー
シンシナティ空港ピープル・ムーバー（シンシナティくうこうピープルムーバー、英: Cincinnati Airport People Mover）は、シンシナティ・ノーザンケンタッキー国際空港の旅行者を取り扱うAutomated People Mover (APM) である。アンダーグラウンド・トレイン（英: Underground Train）とも呼ばれている。
ターミナル 3へ連絡するために1994年に開業し、現在はコンコース Aおよびコンコース Bとともにメイン・ターミナルに連絡している。
当システムは、当初デルタ航空の運営の下で建設された。

## 歴史
1991年9月に、デルタ航空は1990年代半ばに早期に着手する主要な拡大の一環として、これらのターミナルを連絡するためにピープル・ムーバー・システムを導入すると発表した。
当システムは、旅客列車のペアから成ると当初発表され、1列車につき合計213人の乗客のために、それぞれ最高71人の乗客が着席できる3両の車両から成っている。
オーティスによって建設および導入されており、その建設の時点での1,670万ドル (US$) の施設は、世界中のオーティスによって導入されたその種において唯一の第6位であった。
列車は、1994年6月9日に落成式に続き運行開始された。
2010年に、デルタ航空が定期便を減便したあと、列車はコンコース A駅を通り越して、ターミナル 3（現在のメイン・ターミナル）およびコンコース B間を移動していた。
ターミナル 2の閉鎖以来、列車は3つの停留所（メイン・ターミナル、コンコース Aおよびコンコース B）を往復移動している。
今日では、列車は最高500回の往復移動を行っている。
列車は90秒ごとに出発している。